# Saint-Péreuse
Saint-Péreuse település Franciaországban, Nièvre megyében. Lakosainak száma 202 fő (2022. január 1.). Saint-Péreuse Dun-sur-Grandry, Chougny, Dommartin, Maux és Sermages községekkel határos.

## Népesség
A település népessége az elmúlt években az alábbi módon változott:
| Lakosok száma | 265  | 238  | 237  | 219  | 216  | 212  | 209  | 205  | 202  |
|               | 2013 | 2015 | 2016 | 2017 | 2018 | 2019 | 2020 | 2021 | 2022 |